# Settenote
Settenote è stato un programma televisivo italiano di genere varietà musicale, andato in onda sul Programma Nazionale in otto puntate dal 3 gennaio all'8 giugno 1954.
La conduzione era affidata a Virgilio Riento e Guglielmo Inglese, la direzione musicale a Carlo Savina e Francesco Ferrari.
Sembra essere il secondo varietà della storia della televisione italiana, poiché la Rai iniziò le trasmissioni ufficiali proprio nella stessa domenica della messa in onda della prima puntata del programma, alle ore 22:45. Alle 15 era invece andato in onda il più antico varietà italiano in assoluto, intitolato L'orchestra delle 15.
Un programma con lo stesso titolo è andato in onda nel 1956. Ne restano soltanto due  puntate negli archivi RAI:"Antiche melodie napoletane" e I negro spiritual".
L'autore era Ferdinando Ballo, la regia di Carla Ragionieri.